# Reice Charles-Cook
Reice Jordan Charles-Cook (Lewisham, 8 aprile 1994) è un calciatore grenadino con cittadinanza britannica, portiere dell'Indy Eleven e della nazionale grenadina.

## Biografia
È il fratello maggiore di Regan Charles-Cook e Roman Charles-Cook, a loro volta calciatori.

## Carriera

### Nazionale
È stato convocato dalla nazionale grenadina per la Gold Cup 2021.

## Statistiche

### Cronologia presenze e reti in nazionale
| Cronologia completa delle presenze e delle reti in nazionale ― Grenada | Cronologia completa delle presenze e delle reti in nazionale ― Grenada | Cronologia completa delle presenze e delle reti in nazionale ― Grenada | Cronologia completa delle presenze e delle reti in nazionale ― Grenada | Cronologia completa delle presenze e delle reti in nazionale ― Grenada | Cronologia completa delle presenze e delle reti in nazionale ― Grenada | Cronologia completa delle presenze e delle reti in nazionale ― Grenada | Cronologia completa delle presenze e delle reti in nazionale ― Grenada |
| Data                                                                   | Città                                                                  | In casa                                                                | Risultato                                                              | Ospiti                                                                 | Competizione                                                           | Reti                                                                   | Note                                                                   |
| ---------------------------------------------------------------------- | ---------------------------------------------------------------------- | ---------------------------------------------------------------------- | ---------------------------------------------------------------------- | ---------------------------------------------------------------------- | ---------------------------------------------------------------------- | ---------------------------------------------------------------------- | ---------------------------------------------------------------------- |
| 4-6-2021                                                               | North Sound                                                            | Antigua e Barbuda                                                      | 1 – 0                                                                  | Grenada                                                                | Qual. Mondiali 2022                                                    | -1                                                                     |                                                                        |
| 13-7-2021                                                              | Houston                                                                | Honduras                                                               | 4 – 0                                                                  | Grenada                                                                | Gold Cup 2021 - 1º turno                                               | -4                                                                     |                                                                        |
| 20-7-2021                                                              | Orlando                                                                | Panama                                                                 | 3 – 1                                                                  | Grenada                                                                | Gold Cup 2021 - 1º turno                                               | -3                                                                     |                                                                        |
| 23-3-2022                                                              | Gibilterra                                                             | Gibilterra                                                             | 0 – 0                                                                  | Grenada                                                                | Amichevole                                                             | -                                                                      |                                                                        |
| 28-3-2022                                                              | Andorra la Vella                                                       | Andorra                                                                | 1 – 0                                                                  | Grenada                                                                | Amichevole                                                             | -1                                                                     |                                                                        |
| 4-6-2022                                                               | San Salvador                                                           | El Salvador                                                            | 3 – 1                                                                  | Grenada                                                                | CONCACAF Nations League 2022-2023 - 1º turno                           | -3                                                                     |                                                                        |
| 17-6-2023                                                              | Fort Lauderdale                                                        | Guyana                                                                 | 1 – 1 (5 - 3 dtr)                                                      | Grenada                                                                | Qual. Gold Cup 2023                                                    | -1                                                                     |                                                                        |
| Totale                                                                 |                                                                        | Presenze                                                               | 7                                                                      |                                                                        | Reti                                                                   | -13                                                                    |                                                                        |

## Palmarès

### Club

#### Competizioni nazionali
- English Football League Trophy: 1

Coventry City: 2016-2017